# Маґдаленкі (Лодзинське воєводство)
Маґдаленкі (пол. Magdalenki) — село в Польщі, у гміні Житно Радомщанського повіту Лодзинського воєводства.
Населення — 59 осіб (2011).
У 1975-1998 роках село належало до Ченстоховського воєводства.

## Демографія
Демографічна структура станом на 31 березня 2011 року:
|          | Загалом | Допрацездатний вік | Працездатний вік | Постпрацездатний вік |
| -------- | ------- | ------------------ | ---------------- | -------------------- |
| Чоловіки | 34      | 5                  | 24               | 5                    |
| Жінки    | 25      | 1                  | 16               | 8                    |
| Разом    | 59      | 6                  | 40               | 13                   |